# 水祖神社
水祖神社（みおやじんじゃ）は、島根県隠岐郡隠岐の島町港町天神原にある神社。式内社で、旧社格は郷社。

## 祭神
祭神は次の2柱。
主祭神
- 罔象女神（みつはのめのかみ）

相殿神
- 菅原道真公

当社は『延喜式』神名帳に見える「水祖神社」に比定されるが、この比定は幕末の『隠岐古記集』以後のことで、中世・近世期の史料には天満天神を祀る社として記載される。これは、ある時に水祖神社に天満天神が勧請され、その天満天神に対する信仰が高まった結果、元の水祖神社より知名度を得たためと解されている。相殿神の菅原道真はその天満天神にあたり、現在の水祖神社自体も「天神さん」と通称されている。
なお、隠岐の島町八田榎原にも同名の水祖神社があるが、伝承では同社の神が流れて天神原の水祖神社になったともいう。

## 歴史

### 概史
創建は不詳。社殿後背の裏山は古墳であるとも伝える。
延長5年（927年）成立の『延喜式』神名帳では隠岐国周吉郡に「水祖神社」の記載があり、当社はこれに比定される。『隠州神名帳』にも「従四位 水祖明神」の記載が見えるが、中世期の変遷は不詳。
天文22年（1554年）の棟札では「天満大自在天神」とあるほか、正保3年（1646年）・寛文10年（1670年）の棟札でも天満天神を祀る社として記載されている。また、寛文7年（1667年）の『隠州視聴合記』や貞享5年（1688年）の『隠州記』にも天満宮として記載が見える。その後、幕末の『隠岐古記集』に「郷祖神社」と記載があるのを初見として、以後は『延喜式』神名帳の「水祖神社」に比定されるべき旨が諸文献に記されている。
明治維新後、社号を「水祖神社」と定めるとともに、明治5年（1872年）に近代社格制度において郷社に列した。

### 神階
- 従四位 （『隠岐神名帳』） - 表記は「水祖明神」。